# Nathaniel Moore
Nathaniel "Nat" Ford Moore (født 31. januar 1884 i Chicago, Illinois, død 9. januar 1910 smst.) var en amerikansk golfspiller, som deltog i OL 1904 i St. Louis.

## Golfkarriere
Moore boede i Lake Geneva, Wisconsin, hvor han var medlem af den lokale golfklub, der var med i Western Golf Association. Han kvalificerede sig i 1902 til de amerikanske amatørmesterskaber, hvor han nåede til anden runde. Western stillede op til holdturneringen OL i St. Louis som et ud af kun to hold, begge amerikanske, mens der på dagen blev sammensat endnu et amerikansk hold. Moore blev sidst af Western-spillerne med i alt 188 slag, men holdet som helhed var bedst med 1749 slag, mens Trans-Mississippi Golf Association fik sølv med 1770 slag og det sammensatte hold, kaldet US Golf Association  opnåede 1839 slag. Han var også med i den individuelle turnering, hvor han i anden runde tabte til Chandler Egan, der senere vandt sølv.
Moore flyttede senere til Californien, hvor han i både 1906 og 1908 blev nummer to i de sydcaliforniske mesterskaber.  Han blev ligeledes nummer to i North and South-amatørturneringen i 1907.

## Familie
Moore var sønnesøn af Nathaniel Moore, der var præsident for Columbia University i 1840'erne, og han var i det hele taget fra en hovedrig familie. Således fik han, da han fyldte 21 år, en formue af sin far, der var præsident fo et jernbaneselskab. Det lykkedes ham at øde formuen væk temmelig hurtigt på grund af et særdeles udsvævende liv, og han døde allerede i 1910 i the Levee, et red-light district i Chicago; det blev senere afsløret, at han døde af en overdosis af narkotika.